# پتار بورتا
پتار بورتا (به انگلیسی: Petar Borota) (زاده ۵ مارس ۱۹۵۲ - بلگراد) بازیکن سابق فوتبال یوگسلاوی و چلسی است. بروتا ۴ بازی ملی در کارنامه دارد.